# 单程车票 (尼尔·萨达卡歌曲)
单程车票（英語：One Way Ticket）是由杰克·凯勒和汉克·亨特（Hank Hunter）创作的一首歌曲。该曲最初由美国歌手尼尔·萨达卡演唱，后來英国乐队Eruption又翻唱了這首歌。